# Icetaone
Icetaone o Ichetaone (in greco antico: Ἱκετάων?, Hiketàōn) è un personaggio della mitologia greca. Fu un principe di Troia.

## Genealogia
Figlio di Laomedonte e di Strimo o Placia (figlia di Otreo) o Leucippe e fu padre di Melanippo, Antenore, Timete e Critolao.

## Mitologia
Fu il quarto figlio avuto da Strimo e durante il periodo della guerra di Troia propose di riconsegnare Elena a Menelao ma non fu ascoltato.

Era uno degli anziani che osservarono la guerra in lontananza e seduti sulle mura delle Porte Scee della città.